# De Trechter
De Trechter was een restaurant in Amsterdam, Nederland. Het had één Michelinster in de periode 1985-1995.

Eigenaar en chef-kok van De Trechter was Jan de Wit. De Wit sloot "De Trechter" na een conflict met de gemeente Amsterdam over vuilnis en vuilniszakken.
Over het conflict sprak hij:

"In Frankrijk legt de overheid een weg aan naar een sterrenzaak, bij mij zetten ze de vuilniszakken voor de deur."